# Torgny Lindgren

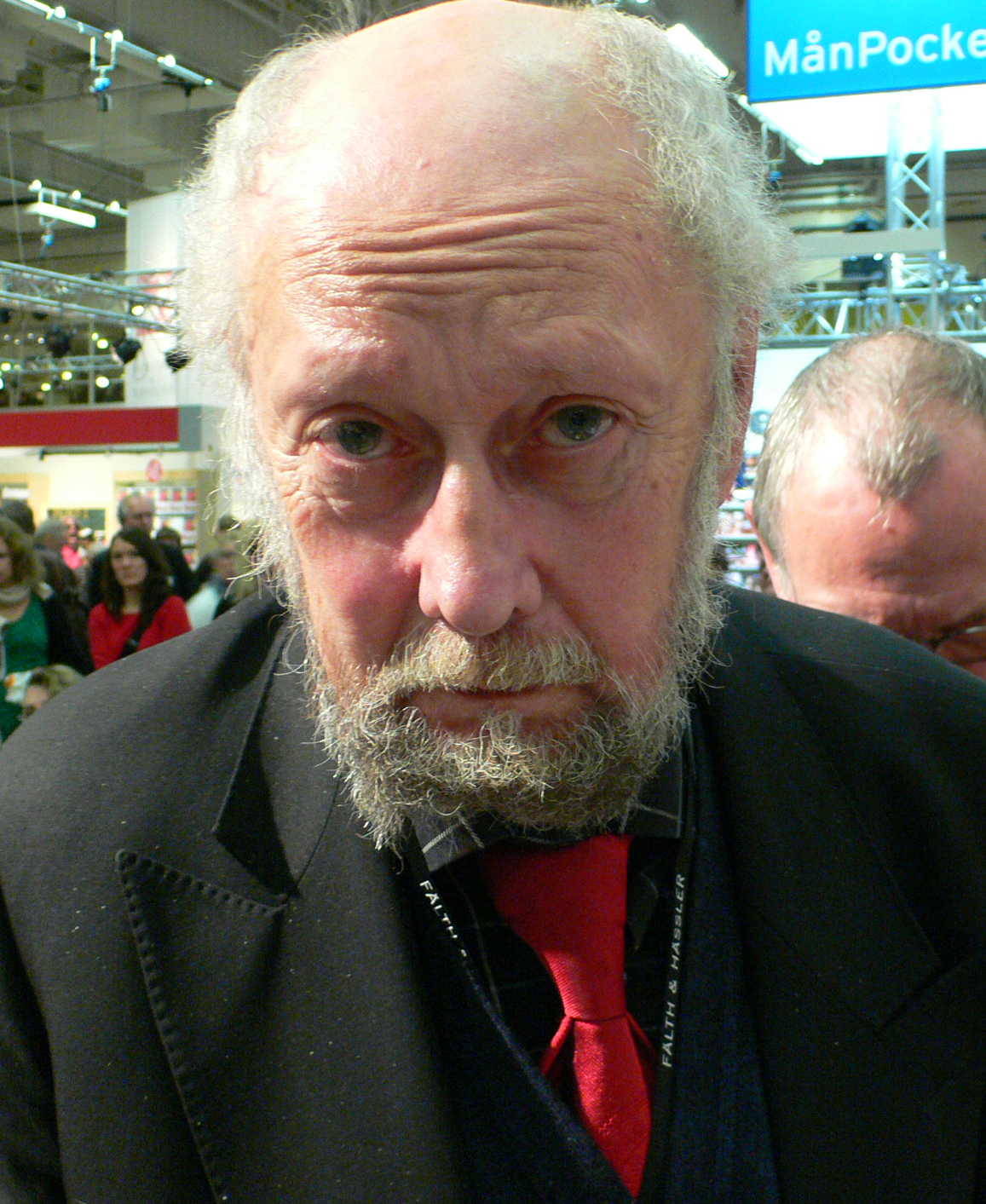
Torgny Lindgren tijdens een boekenmarkt in 2007

Torgny Lindgren (Raggsjö, 16 juni 1938 – Stockholm, 16 maart 2017) was een Zweeds schrijver. Hij wordt beschouwd als een van de belangrijkste Zweedse schrijvers van eind twintigste, begin eenentwintigste eeuw. 

## Leven en werk
Lindgren werd geboren in Västerbotten, ruim 800 km ten noorden van Stockholm. Hij ging naar school in Umeå en studeerde geschiedenis, politicologie en aardrijkskunde in Stockholm en Uppsala. Hij was enige tijd journalist en daarna tot ongeveer 1975 leraar. Hij was enkele jaren politiek actief voor de Zweedse sociaaldemocraten. In de jaren tachtig ging hij over naar de katholieke kerk. 
Hij debuteerde in 1965 met een dichtbundel, maar brak in 1982 door met zijn roman Ormens väg på hälleberget (De weg van de slang). Dit boek werd in 1986 verfilmd door Bo Widerberg. Zijn werk is over de hele wereld vertaald en hij ontving een aantal belangrijke prijzen, waaronder de Prix Femina, de Zweedse Augustprijs en de Franse Ordre des Arts et des Lettres. Sinds 1991 was Lindgren lid van de Zweedse Academie (op zetel 9). In 2002 ontving hij de Zweedse koninklijke onderscheiding Litteris et Artibus.
In het Nederlandse taalgebied wordt zijn werk uitgegeven door uitgeverij De Geus. In 2006 werd zijn roman Ljuset (Het licht) in toneelbewerking opgevoerd door het Noord Nederlands Toneel. Van zijn poëzie is slechts één lange cyclus vertaald (door Hans Kloos), de reeks 'Gemeentelijk' uit de bundel Dikter från Vimmerby.

## Titels
Poëzie
- Plåtsax, hjärtats instrument (1965)
- Dikter från Vimmerby (1970)
- Hur skulle det vara om man vore Olof Palme? (1971)
- ABC (2003)

Proza
- Skolbagateller (1972), verhalen
- Övriga frågor (1973), roman
- Hallen (1975), roman
- Brännvinsfursten (1979), roman
- Skrämmer dig minuten (1981), roman
- Ormens väg på hälleberget (1982), roman (in 1988 in het Nederlands vertaald door Rita Törnqvist-Verschuur als De weg van de slang : de aardverschuiving)
- Merabs skönhet (1983), verhalen (vertaling: De schoonheid van Merab)
- Batseba (1984), roman (vertaling: Bathseba)
- Legender (1986), verhalen
- Ljuset (1987), roman (vertaling: Het licht)
- Kärleksguden Frö (1988), roman
- Den röda slöjan (1990), roman (met Eric Åkerlund onder het pseudoniem Hans Lamborn)
- Till sanningens lov (1991), roman
- Hummelhonung (1995), roman (vertaling: Hommelhoning)
- I Brokiga Blads vatten (1999), verhalen (vertaling: In het water van bonte bladen)
- Pölsan (2002), roman (vertaling: Het ultieme recept)
- Döden ett Bekymmer (2003), roman, herziene versie van Den röda slöjan (met Eric Åkerlund)
- Dorés Bibel (2005), roman (vertaling: De Bijbel van Doré)
- Norrlands akvavit, roman (2007) (vertaling: Norrlandse aquavit)
- Nåden har ingen lag (2008), heruitgave in één band van Hummelhonung, Pölsan en Dorés bibel
- Minnen (2010), autobiografische roman (vertaling: Herinneringen)
- Klingsor (2014), roman (vertaling: Het groene glas)
- Berättelserna (2015), verzamelde verhalen

Theater
- Intervjun (1977)
- Legenden om Achille Paganinis besök i Vimmerby 1869 (1977)
- Slaktningen vid Sju ekars kulle (1982)
- Fadershanden och Giga (1986), twee toneelstukken, met Eric Åkerlund
- Bordsstudsaren (1998), met Ylva Pettersson
- Ringleken (2016), met Eric Åkerlund

Non-fictie
- Ture Johannisson (1991), intreerede voor de Zweedse Academie
- Tankar om Bibeln (2015), essays